# Llista de videojocs de Commodore 64
Això és una llista de videojocs pel sistema d'ordinador Commodore 64, apareguts alfabèticament.
| Índex A B C D E F G H I J K L M N O P Q R S T U V W X Y Z |

## 0-9
- $100,000 Pyramid, The
- 0 Grad Nord
- 0013
- 007 Car Chase
- 1-3-5-7
- 10-Pin Bowling
- 10... Knock Out!
- 1000 Miglia Volume 1: 1927-1933
- 1000 Miler
- 1000 Miler v2.0
- 10000 Meters
- 10th Frame
- 14-15 Puzzle, The
- 1789 (videojoc)
- 18 Uhren
- 180
- 19 Part One: Boot Camp
- 1942
- 1943: One Year After
- 1943: The Battle Of Midway
- 1985: The Day After
- 1994: Ten Years After
- 1st Division Manager
- 20.000 Meilen unter dem Meer
- 2002
- 221B Baker Street
- 2K-Fighter
- 2x Pinball
- 3-D Breakout
- 3-D Labyrinth
- 3-D Man (videojoc)
- 3-D Skramble
- 3D-Beee
- 3D Construction Kit
- 3D Glooper
- 3D Golf
- 3D Hypermaths
- 3D Pac Man
- 3D Pinball: Pinball Power
- 3D Pool
- 3D Scacchi Simulator
- 3D Speed Duel
- 3D Time Trek
- 3D Waterski
- 3D World Boxing Champion (també conegut com a Boxing Champion)
- 4 Fathoms'
- 4 Soccer Simulators
- 4 by 4
- 4th & Inches
- 4x4 Off-Road Racing
- 5 Buecher von Tronje, Die
- 5 en Linea
- 5 mal 5
- 5-Pin Bowling
- 50 Mission Crush
- 500cc Grand Prix
- 500cc Motomanager
- 5th Axis
- 5th Gear
- 5x5
- 64 Dragonmaster
- 64luff
- 6510 (videojoc)
- 7 X Pinball
- 720 Degrees (1987) fet per US Gold
- 720 Degrees (1988) fet per Mindscape
- 720 Degrees Part 2
- 9 Men's Morris
- 9 Princes in Amber
- 9 to 5 Typing
- 911 Tiger Shark
- 99 Charsets

## A
- A Day In The Life Of A Prehistoric Man
- A Night on the Town
- A Nightmare on Elm Street
- A Question Of Scruples
- A Question of Sport
- A to Snad NE
- A View to a Kill
- A-Boulder 64
- Aaargh!
- Aake III - Aake Gets Mediaeval
- Aardvark
- ABC
- ABC Monday Night Football
- Abnormal Faction
- Abrakadabra
- Abrasco Golf
- Abyss
- AC-DC Pinball
- Acchiappacuori
- Accolade's Comics
  - ACE II
- ACE 2088
- Ace Harrier
- Ace of Aces
- Ace Pro
- Aces Up (1988)(Loadstar)
- Aces Up (1994)(Loadstar)
- Aces Up (1994)(Softdisk Publishing)
- Acia
- Acid
- Acid House
- Acid Runner
- Acinna
- Acquire
- Acrojet
- Action Biker
- Action Fighter
- Action Force
- Action on Protection
- Action Service
- Action-Ball
- Actionauts (1986)
- Actionauts (1995)
- Activision Decathlon, The
- Ad Infinitum
- Addams Family, The
- Addgar
- Addicta Ball
- Addition Drill
- Addition Master
- Addition Magician
- ADIDAS Championship Football
- Admiral Graf Spee
- Adonis
- Adrenalin
- Adult Poker
- Advance to Boardwalk
- Advanced Action Movie Simulator
- Advanced Dungeons & Dragons
- Advanced Basketball Simulator
- Advanced Pinball Simulator
- Adventure No.01: Adventureland
- Adventure No.02: Pirate Adventure
- Adventure No.03: Secret Mission
- Adventure No.04: Voodoo Castle
- Adventure No.06: Strange Odyssee
- Adventure No.07: Mystery Funhouse
- Adventure No.08: Pyramide of Doom
- Adventure No.09: Ghost Town
- Adventure No.10: Savage Island Part 1
- Adventure No.11: Savage Island Part 2
- Adventure No.12: Golden Voyage
- Adventure No.13: The Sorcerers of Claymorgue Castle
- Adventure: The Ultimate Text Adventure
- Adventure 2000
- Adventure 2000: Die Jagd nach der Rakete
- Adventure 64: Colossal Cave Adventure
- Adventure A: Planet of Death
- Adventure B: Inca Curse
- Adventure C: The Alien Space Ship Adventure
- Adventure D: Espionage Island
- Adventure E: The Golden Apple
- Adventure Castle
- Adventure Construction Set
- Adventure Creator
- Adventure Interpretor
- Adventure Master
- Adventure of a Mug
- Adventure Quest
- Adventure Writer
- Adventure Writing System
- Adventureland (Scott Adams)
- Adventurer, The
- Adventures of Bond, The - Basildon Bond
- Adventures of Buckaroo Banzai, The
- Adventures of Jim Slim in Dragonland, The
- Adventure Writer
- Aegean Voyage
- Aerobics (1984)(Spinnaker)
- Aerohawk
- Affaire Vera Cruz, L'
- AFK - Aim, Fire, Kill
- African Adventure
- African Huntress
- African Safari
- After The War (1989)(Dinamic Software)
- Afterburner (1988) by Activision
- Afterburner (1989) by Mindscape
- Afterburner USA
- Afterlife
- Afterlife II
- Afterlife v1.0
- Afterlife v2.0
- Aftermath
- AGE - The Adventure Grafik Editor
- Age 2
- Age of Adventure: Ali Baba and the Forty Thieves
- Age Of Adventure: Return Of Heracles
- Agent Orange
- Agent USA
- Agent UOP
- Agent X II: The Mad Prof's Back
- Aghamix
- Agnes
- Agricola
- AH Diddms
- Aidon: The Apocalypse
- Aigina's Prophecy
- Aiginas Prophecy: The Legend of Balubalouk
- Air Rallye
- Air Rescue I
- Air Support
- Airborne Ranger
- Aircop 2000
- Airline
- Airport '94
- Airship, The
- Airship II, The
- Airwolf
- Airwolf II
- Aktenzeichen X-14
- Aktienspiel, Das
- Akumajo Dracula (Castlevania)
- Alcazar: The Forgotten Fortress
- ALCON
- Alderan
- Alea Jacta
- Alf: The First Adventure
- Alf in the Color Caves
- Alfredo Breakout
- Alge-Blaster!
- Algebra Dragons, The
- Algernon
- Aliants - The Desperate Battle for Earth
- Aliard's Tome
- Alibaba And The Forty Thieves
- Alice in Videoland
- Alice in Wonderland
- Alien (videojoc)
- Alien
- Alien 3
- Alien Attack
- Alien Brood
- Alien Destroyer
- Alien Infiltration
- Alien Infiltration III
- Alien Infiltration IV
- Alien Invasion
- Alien Patrol
- Alien Rescue
- Alien Smash
- Alien Storm
- Alien Syndrome
- Alien World
- Alien Zoo
- Aliens: The Computer Game
- Alioth
- Alioth v2
- All Smiles
- Allan Border's Cricket
- Alley Cat
- Alleykat
- Alloyrun
- Almazz
- Alpha Build
- Alpha Omega Run
- Alphabet Cadet
- Alphabet Zoo
- Alphametix
- Alpine Encounter, The
- Alpine Escape
- Alpine Tram Ride
- Alter Ego Female
- Alter Ego Male (1985)(Activision)
- Alter Ego Male (1986)(Activision)
- Altered Beast
- Alter Ego: Female Version
- Alter Ego: Male Version
- Alternate Reality: The City
- Alternate Reality: The Dungeon
- Alternative World Games
- Amazing Spider-Man, The
- Amazon
- Amazon Warrior
- Ambassador
- AMC - Attack of the Mutant Camels
- America's Cup, The
- American Basket Heroes
- American Challenge: A Sailing Simulation
- American Civil War 3
- American Cup Sailing
- American Dateline
- American Express
- American Football (videojoc)
- American Road Race
- American Tag-Team Wrestling
- Amnesia
- Amoeba
- Amorphous
- Anarchy
- Ancient Tale, The
- Ancipital
- Android II
- Andy Capp: The Game
- Angle Ball
- Annihilator
- Annihilator II
- Anoria II
- Another Game
- Another World (1990)(Double Density)
- Another World (1991)(CP Verlag)
- Another World (1992)(X-Ample)
- Anstoss
- Ant Attack
- Anter Planter
- Anti Tuerkentest
- Antics
- Antimonopoly
- Antiriad
- Antrock
- Apache
- Apache Gold
- Apache Strike
- APB: All Points Bulletin
- Apocalypse Now
- Apollo 18: Mission to the Moon
- Apoxoly
- Apple Cider Spider
- Apple Time
- Apple Willy
- Aquanaut
- Aquantor (1985)(Markt & Technik)
- Aquantor (1989)(Christian Stredicke)
- Aquaplane
- Arabian Treasurehunt
- Arac
- Arachne
- Arachnia 64
- Arachnophobia
- Arc Doors
- Arcade Classic
- Arcade Classics
- Arcade Flight Simulator
- Arcade Fruit Machine: Cash 'n' Grab
- Arcade Game Construction Kit
- Arcade Pilot
- Arcade Trivia Quiz
- Arcademic Skillbuilder - Alligator Mix
- Arcadia 64
- Arcana
- Archers, The
- Archipelago
- Archon
- Archon II: Adept
- Archon III
- Arc of Yesod
- Arctic Shipwreck
- Arctifox
- Ardy the Aardvark
- Arena Football
- Arex
- Ark Pandora
- Arkanoid
- Arkanoid II: Revenge of Doh
- Armageddon
- Armageddon Files, The
- Armageddon Man, The
- Armalyte
- Armalyte - Competition Edition
- Armalyte II
- Armourdillo
- Armut Und Reichtum
- Army
- Army Days
- Army Leader
- Army Moves
- Army Moves II
- Arnie
- Arnie II
- Arnie's America's Cup Challenge
- Arnold the Adventurer
- Arscet
- Artax
- Artillery Duel
- Artris
- Artura
- Asgard
- Aspar GP Master
- Assault Course
- Assault Machine
- Astatin
- Asterix & Obelix
- Asterix and the Magic Cauldron
- Asterix im Morgenland
- Asteroid Storm
- Asteroids 64
- Astral Zone
- Astro Chase
- Astro-Grover
- Astro Marine Corps
- Astro Wars
- Astro-Panic
- Astroblaster
- Astronaut
- Asylum
- Ata
- Atak Sapera
- Atalan
- Atarisoft Collection
- ATC - Air Traffic Controller
- ATF - Advanced Tactical Fighter
- Athena
- Atlantis
- Atlantis History
- Atlantis Lode Runner
- Atom Ant
- Atom X
- Atomic Robo-Kid
- Atomino
- Atomix
- Attack Chopper!
- Attack of the Mutant Camels
- Attento All'Acido
- ATV: All Terrain Vehicle Simulator
- Auf der Suche
- Auf Wiedersehen Monty
- Auf Wiedersehen Pet
- Aufstand der Sioux
- Augie Doggie and Doggie Daddy
- Auld Lang Syne
- Aussie Games
- Aussie Trip
- Australian rules football (videojoc)
- Australopiticus Robustus
- Auto Mania
- Autoduel
- Automania
- Avenger
- Avengers
- Aventura Espacial, La: La Conga vs El Celo
- Avoid
- Avoid the Noid
- Avventure di Jack Byteson, Le
- Axe of Rage
- Axiens
- Axis Assassin
- Aztec
- Aztec Challenge
- Aztec Tomb
- Aztec Tomb Revisited
- Azteca

## B
- B-1 Bomber
- B-24
- B-Bobs
- B-Raid
- B.A.T.
- B.C. Bill
- B1 Nuclear Bomber
- Baal
- Baby Blues
- Baby Jack
- Baby of Can Guru, The
- Baccaroo
- Back to Reality
- Back to the Future
- Back to the Future part II
- Back to the Future part III
- Back to the Present
- Backgammon
- Bacteriolab
- Bad Blood
- Bad Cat
- Bad Dudes vs. Dragon Ninja
- Badballs
- Badlands
- Bagasaurus
- Bagitman
- Baker Street Kids, The
- Baker's Game
- Balakon Raider
- Ball Blasta
- Ball Crazy
- Ball-Job
- Ball-Land
- Ballblazer
- Ballerup
- Ballfever
- Ballistix
- Ballistx
- Ballmania
- Balloon Raid
- Balloonacy
- Balls per Accelerated Software, Inc.
- Balls per Axel Scheuer
- Ballyhoo
- Ballz
- Baltic 1985: When Superpowers Collide
- Baltic 1985: Corridor to Berlin
- Banana Drama
- Bandits
- Bangers & Mash
- Bangkok Knights
- Barbarian
- Barbarian: The Ultimate Warrior
- Barbarian II: The Dungeon of Drax
- Barbie
- Bard's Tale, The: Tales of the Unknown
- Bard's Tale 2, The: The Destiny Knight
- Bard's Tale 3, The: Thief of Fate
- Barmy Builders
- Baron - The Real Estate Simulation
- Baroness
- Barrel Bunger
- Barry McGuigan World Championship Boxing
- Baseball
- Basen
- Bash Yar Brains Trivia v1.0
- Bash Yer Brains!
- Basil - The Great Mouse Detective
- Basil the Great Mouse Detective
- Basildon Bond
- Basket Manager, The
- Basket Master
- Basket Playoff
- Basketball
- Basketball - The Pro Game
- Basketball Manager
- Basketball Sam & Ed
- BAT
- Bat Attack
- Bat Creation
- Batalyx
- Bathroom Chaos
- Batman (1988) per Ocean
- Batman (1989) per Ocean
- Batman: The Caped Crusader
- Batman: The Movie
- Batman II
- Battle per CP Verlag
- Battle 64
- Battle Bars
- Battle Bound Project (1985)
- Battle Bound Project (1989)
- Battle Chess (1989) per Interplay
- Battle Chess (1992)
- Battle Chopper
- Battle Command
- Battle Field
- Battle for Normandy
- Battle Group
- Battle of Antietam
- Battle of Antietam v1.0
- Battle of Rome
- Battle of the Parthian Kings
- Battle of Thurn
- Battle Ship
- Battle Ships
- Battle Stations
- Battle Through Time
- Battle Tiger I
- Battle Valley
- Battlecruiser I
- Battlefield
- Battlefront
- Battles of Napoleon
- Battleship (1987) per Elite Systems
- Battleship (1988) per Loadstar
- Battletech
- Batty
- Baudleship
- Bazair
- Bazooka Bill
- BB Barrage
- Bburago Rally
- BC Bill
- BC's Quest for Tires
- B.C. II: Grog's Revenge
- Beach Buggy Simulator
- Beach Head
- Beach Head II: The Dictator Strikes Back
- Beach Head III
- Beach Volley
- Beaky and the Eggsnatchers
- BEAM
- Beamrider
- Bear Bovver
- Beatball
- Beauty and the Beast
- Because of a Cat
- Bedlam
- Bee 52
- Behold Atlantis
- Belagerung
- Belagerung II
- Below the Root
- Ben
- Beneath the Tenement
- Benji - Space Rescue
- Berania
- Berserker Raids
- Berty
- Berty II
- Besieged
- Betoeres a Bazisra
- Betrayal
- Betsy Ross
- Beverly Hills Cop
- Beyond Castle Wolfenstein
- Beyond Dark Castle
- Beyond the Black Hole
- Beyond the Forbidden Forest
- Beyond the Ice Palace
- Bible Divisions, Paul's Letters & The Gospels
- Bicicle Race
- Biero-City
- Big Deal, The
- Big Deal, The - Floyd in der Kueche
- Big Fishing
- Big Game Fishing
- Big KO, The
- Big Mac
- Big Nose's American Adventure
- Big Sleaze
- Big Trouble in Little China
- Bigfoot
- Biggles
- Big Noses USA Adventure
- Bigtop Barney
- Bill & Ted's Excellent Adventure
- Billboard
- Billy The Postman
- Bimo
- Bingo
- Bingo at the Towers
- Bingo Bugglebee Presents: Home Alone
- Bingo Construction Kit
- Bingo Construction Set
- Bingo Simulator
- Bionic Commando by Go!
- Bionic Commando (versió dels EUA) per Capcom
- Bionic Granny
- Birds, The
- Bisley
- Bit Exorcist
- Bitmania
- Bivouac
- Bizy-Beez
- Black & White
- Black Belt
- Black Crystal
- Black Gold (1983) by Photronics
- Black Gold (1989) by reLINE Software
- Black Gold (1992) by Starbyte Software
- Black Hawk
- Black Hornet
- Black It
- Black Knight
- Black Lamp
- Black Magic
- Black Mass, The
- Black Panther
- Black Quiz
- Black Tiger
- Black Tower, The
- Blackjack (1985) per Editoriale Video
- Blackjack (1987) per UpTime-Softdisk Publishing
- Blackjack Academy
- Blackwyche
- Blade of Blackpool, The
- Blades of Steel
- Blagger
- Blagger Construction Set
- Blagger goes to Hollywood
- Blast Ball
- Blast-Off!
- Blaster
- Blasteroids
- Blaze
- Blimps
- Blinded With Science
- Blinky's Scary School
- Blip! Video Classics
- Blipblaster
- Blitzkrieg
- Blob
- Blobber
- Block 'n' Bubble
- Block 'n' Bubble II
- Block Bust
- Block Buster (per Mindscape
- Block Buster (per Marcus Wagner & Golem
- Block Busters
- Block Out
- Block Shock
- Blockbusters (1988)(by Mindscape)
- Blockbusters (1988)(by TV Games)
- Blockbusters (1989)(by Markt & Technik)
- Blockie
- Blocks (1997)(Magna Media)
- Blocks (J&F Publishing)
- Blockwords!
- Bloo's Magic Trip
- Blood 'n Guts
- Blood Brothers
- Blood Money
- Blood Valley
- Bloodwych
- Blox
- Blubria
- Blue Angel
- Blue Angel 69
- Blue Angels
- Blue Baron
- Blue Diamonds
- Blue Encounter
- Blue Max
- Blue Max 2001
- Blue Moon
- Blue Powder: Grey Smoke
- Blue Print
- Blue Thunder
- Blues Brothers, The
- Blume der siebentaegigen Weisheit
- BMX Freestyle
- BMX Kidz
- BMX Ninja
- BMX Racers
- BMX Racer II
- BMX Racers!
- BMX Simulator
- BMX Simulator II: Dirt Biking
- BMX Stunts
- BMX Trials
- Bob Moran: Science Fiction
- Bobby Bearing
- Bobix
- Bobs Full House
- Bobs Winner
- Bobsleigh
- Bocce
- BOCK
- Bod Squad, The
- Bodo Illgner's Super Soccer
- Body in Focus, The
- Body Transparent, The
- Boersenfieber
- Boersenspiel, Das
- Bof
- BOFH: Servers Under Siege
- Boggit, The
- Boggling!
- Bogue
- Bogue 2
- Bogymen
- Boing
- Boingmaster
- Bolo
- Bolo II
- Bomb Chase
- Bomb Jack
- Bomb Jack 2
- Bomb Mania
- Bomb Runner
- Bomb Squad
- Bomb Sweeper 64
- Bomb Uzal
- Bombardiere
- Bombel
- Bomber per Active Developement
- Bomber (per Jose Pena) per Jose Pena
- Bomber Run
- Bombi
- Bombo
- Bombsweeper 64
- Bonanza Bros.
- Bonecruncher
- Bonka
- Booga-Boo (The Flea)
- Boom (1994) per Brainstorm Amazing Software
- Boom (1996) per 576 KByte
- Boom and Bust
- Boomerang
- Booty
- Bop'n Rumble
- Bop'n Wrestle
- Boppie's Great Word Chase
- Border War
- Border Zone
- Bored of the Rings
- Born in Space
- Born in the USA
- Borrowed Time
- Bosco Incantato
- Bosconian '87
- Boss
- Boszorkanykaland
- Boulder Dash
- Boulder Dash II: Rockford's Revenge
- Boulder Dash III
- Boulder Dash Construction Kit
- Bounce It
- Bounce Out
- Bounces (1986)
- Bounces (1992)
- Bounch
- Bouncing Heads
- Bouncing Kamungas, The
- Bouncy Balls
- Bouncy Cars
- Bounder
- Bounty Bob
- Bounty Bob Strikes Back
- Bounty Hunter
- Bounzy
- Bowling
- Bowman
- Boxes
- Boxing Champion (vegeu 3D World Boxing Champion)
- BoxWorld
- Bozo's Night Out
- Bozuma - Das Geheimnis Der Mumie
- Bozuma - The Mystery of The Mummy
- Brain Artifice
- Brain Burner
- Brain Disease II: The Return
- Brain Spasm
- Brain Wave
- Brainstorm!
- Bram Stoker's Dracula
- Brave
- Brave African Huntress, The
- Break Dance
- Break Down
- Break In
- Break Street
- Breakball
- Breaker
- Breaker Prof.
- Breakers
- Breakout 86
- Breakout Construction Kit
- Breakthrough In The Ardennes
- Breakthru
- The Brew
- Brian Bloodaxe
- Brian Jack's Uchi Mata
- Bric
- Brickout
- Bride of Frankenstein
- Bridge
- Bridge 4.0
- Bridge Baron
- Bridgebrain
- Bridgeton
- Brimstone: The Dream Of Gawain
- Briscola
- Bristles
- British Square
- Broadsides
- Broker
- Bronx Medal
- Brubaker
- Bruce
- Bruce Lee (1983) per US Gold
- Bruce Lee (1984) per Datasoft Inc.
- Brush up Your English II
- Bubble Bobble
- Bubble Dizzy
- Bubble Ghost
- Bubble It
- Bubble Mania
- Bubble Tale!, The
- Buck Rogers: Planet of Zoom
- Buck Rogers: Countdown to Doomsday
- Bucks!
- Budokan - The Martial Spirit
- Buergermeister
- Buffalo Bill's Wild West Show
- Bug Blast
- Bug Diver
- Bug Squad
- Bugbomber
- Buggy Boy
- Bugsy
- Build It!: Das Brauhaus
- Builder Ben
- Bulldog
- Bulls and Bears
- Bullseye
- Bullys Sporting Darts
- Bumble Bee
- Bumble Games
- Bumble Plot
- Bumpin' Buggies
- Bump, Set & Spike Volleyball
- Bundesliga 98/99
- Bundesliga Live
- Bundesliga Manager
- Bundesliga Manager v2.0
- Bundesliga Manager v3.0
- Bundesliga Manager Polish Version
- Bunny Jagd
- Bunny Zap
- Burg
- Burgenstuermer
- Burger Chase
- Burger Time
- Burger Time '97
- Burmistrz III
- Burnin' Rubber
- Bushido
- Businessman
- Butcher Hill
- By Jove

## C
- C64 Rescue
- C64 Sweepminer
- Cabal
- Cabal (versió dels EUA)
- Cad Cam Warrior
- Caer Shiraz
- Calculation (1993)
- Calculation (2000)
- Calhoon's Checker Challenge
- Calhoon's Chicken Challenge
- Calhoon's Chile Challenge
- Calhoon's Chocolate Challenge
- Calhoon's Gordian Challenge
- Calhoon's Log
- Calhoon's Mandala Challenge
- California Driver
- California Games
- California Pro Golf
- California Raisins
- The California Raisins and the Cereal Factory
- Camel Trek
- Camelot Warriors
- Camouflage
- Canada Trading Company
- Candidate, The
- Candy Land: A Child's First Game
- Canfield Couple
- Cannon Craze
- Captain America in: The Doom Tube of Dr. Megalomann
- Captain Blood (videojoc)
- Captain Dynamo
- Captain Fizz
- Captain Power
- Captain Stark: Die Mission
- Captain Stark: The Mission
- Captain Zzap
- Captive, The
- Captive Queens
- Capture
- Captured
- Car-O-Matic
- Card Sharks
- Cargo
- Cargo Run
- Carnage
- Carom
- Carousel
- Carrier Force
- Carriers at War
- Cartels & Cutthroats
- Carvalho: Los Pajaros De Bangkok
- Case of the Mad Mummy, The
- Case of the Missing Adventure
- Cash 'n' Grab
- Cashman
- Casino Blackjack (1988) per COMPUTE!
- Casino Blackjack (1993) per Loadstar
- Castle Collection
- Castle Master
- Castle of Dreams
- Castle of Jasoom
- Castle of Kraizar, The
- Castle of Spirits
- Castle of Terror
- Castle Raid!
- Castle Siege
- Castle Wolfenstein
- Castle, The
- Castlemaster 2: The Crypt
- Castles of Dr. Creep, The
- Castlevania
- Castor
- Castrovia
- Cat and the Canary, The
- Cataball
- Catacombs of Gold
- Catacombs, The
- Catalypse
- Catastrophes
- Catch
- Catch a Thief
- Catch II
- Category Showdown
- Cauldron
- Cauldron 2: The Pumpkin Strikes Back
- Cave Climber
- Cave Fighter
- Cave of Death
- Cave of the Ice Ape
- Cave of the Reaper
- Cave of the Word Wizard
- Cave of Time, The
- Cave Wizard
- Cavelon
- Cavelon II
- Caveman
- Caveman Ugh-lympics
- Cavemania
- Cavern Construction Kit
- Cavern!
- Caverns of Death II
- Caverns of Eriban, The
- Caverns of Geehonk
- Caverns of Khafka
- Caverns of Sillahc
- CBM 64 Golf
- Celestial Swami
- Cell Defense
- Celtix
- Censor Tetris
- Centauri Alliance
- Centipede
- Centric
- Centropods
- Cesar
- Ceviuz
- Chain of Fools
- Chain Reaction (1987) per Durell Software
- Chain Reaction (1993) per COMPUTE!
- The Challenge
- The Challenge of Pegasus
- Challenge of the Gobots
- Chambers of Shaolin
- Chameleon
- Chamonix Challenge
- The Champ
- Champions of Krynn
- Championship Baseball
- Championship Boxing
- Championship Chess
- Championship Golf
- Championship Lode Runner
- Championship Lode Runner: Extended Edition
- Championship Lode Runner: Training Missions
- Championship of Europe
- Championship Sprint
- Championship Wrestling
- Chaos in Space
- Chaos Lands
- Charles Calvert's Trio
- Charlie Deus
- Chase (COMPUTE!) (1993)
- Chase (Caesar Software) (19xx)
- Chase HQ
- Chase HQ II: Special Criminal Investigation
- Chase on Tom Sawyer's Island, The
- Chatterbee
- Cheap Skate
- Cheeky Twins
- Cheeky Twins II
- Cheeky Twins 3
- Chem Lab
- Chemical
- Txernòbil
- Chess (1984) per COMPUTE!
- Chess (1986) per Alpha Software Ltd.
- Chess 7.0
- Chess 7.5: How About a Nice Game of Chess!
- Chess Analyse
- Chess Champion
- Chess Game, The
- Chess Grand Master
- Chess Quarto
- Chess v7.0
- Chess-64
- Chessmaster 2000, The
- Chessmaster 2100, The
- Chester Field: Challenge to Dark Gor
- Chesterfield
- Chiappucci Pizza Service
- Chicago
- Chicken Maze
- Chicken Race
- Chief Executrivia
- Chief Tomahawk's Games
- Childpace
- Chiller
- Chilly Willy
- Chimera
- Chimp Challenge
- China Miner
- Chinese Juggler, The
- Chip
- Chip's Challenge
- Chipwar
- ChipWits
- Cholo
- Chomp!
- Chomper
- Chop n' Drop
- Choplifter
- Chopp-Hopper
- Chopper per Loadstar
- Chopper per Thorn-EMI
- Chopper 1
- Chopper Commander
- Chopper Math
- Chopper Pilot
- Chopper Run
- Chordcentration
- Christmas Carols
- Chrome Brothers, The
- Chubbie Chester
- Chubby Gristle
- Chuck Rock
- Chuck Yeager's Advanced Flight Trainer
- Chuck Yeager's Flight Trainer
- Chuck-a-Luck
- Chuck-a-Luck Challenge
- Chuckie Egg
- Chwat
- Ciphoid 9
- Circuit
- Circuitry
- Circus Attractions
- Circus Charlie
- Circus Games
- Cisco Heat
- Citadel
- Citadel of Chaos, The
- City Fighter
- City Survivor
- Civil War Trivia
- CJ in the USA
- CJ's Elephant Antics
- Cl. Morgue Castle
- Classic Adventure
- Classic Bat'N'Ball Tennis
- Classic Concentration
- Classic Concentration: Second Edition
- Clever & Smart
- Cliff Hanger
- Cliffhanger
- Cliffhanger: A Perilous Climb
- Clik Clak
- Clone
- Cloud Kingdoms
- Cloux
- Club Backgammon
- Club House Sports
- Clue: Master Detective
- Clue!
- Cluedo
- Clueso
- Clystron
- Coalminer
- Coalminers
- Cobra
- Cobra Force
- Coccinella
- Cock' In
- Coco 2
- Code Word Blizzard: Commando Libya
- Codehunter
- Codename Mat II
- Coderunner
- Codeword Arguseye in Secret Mission
- Cohan's Land
- Coldiarus
- Colee
- Colee Preview
- Collapsar
- College Nicknames
- Colon
- Colonial Conquest
- Colonial Trader
- Colony (1987) per Mastertronic
- Colony (1996) per John Woods
- Colony v3
- Color Buster
- Color Match
- Color Me
- Color of Magic
- Colora
- Colorado Smith and the Castle of Doom
- Colorado Smith and the Lost Pyramid
- Colors
- Colossal Adventure
- Colossal Cave Adventure
- Colossus Chess 2.0
- Colossus Chess 4.0
- Colour Bind
- Coloured
- Combat Course
- Combat Crazy: Warbringer
- Combat Leader
- Combat Lynx
- Combat School
- Combat Zone (1987) per Ruben Jonsson
- Combat Zone (1988) per Keypunch Software
- Combination
- Combots
- Comet
- Comic Bakery
- Commando
- Commando 86
- Commando II
- Commando Libya
- Commie UFO Attack
- Commodity
- Commodore Sixty-Fore
- Complete Computer Fireworks Celebration Kit, The
- Complex (1986) per The Guild Adventure Software
- Complex (1994) per CP-Verlag
- Compunet
- Computer Ambush
- Computer Baseball
- Computer Maniacs 1989 Diary
- Computer Quarterback
- Computer Scrabble
- Computer Scrabble De Luxe
- Computer Squares
- Computer Statis-Pro Baseball
- Computer Yahtzee
- Computershop
- Compuzzle
- CompuZzler
- Con-Quest
- Conan: Hall of Volta
- Concentration
- Concentration Station
- Conflict II
- Conflict In Vietnam
- Confusing Quest
- Confusing Quest 2
- Confusion
- Confuzion
- Congo Bongo
- Connect 4
- Connect 5
- Connect Four (1984) per Loadstar-Softalk Production
- Connect Four (1987) per Markt & Technik
- Connection: Gravity
- Connectoids!
- Conqueror
- Conquest
- Conquest For The Crown
- Conquest of Amy's Holes, The
- Conquestador
- Continental Circus
- Conto Corrente
- Contra
- Contract Bridge
- Conundrum
- Convention Blues
- Convoy Raider
- Cookie-Eaters
- Cool Croc Twins
- Cool Eat
- Cool World
- Cops and Robbers
- Core Wars Pro
- Corporation
- Corrida
- Corruption
- Corsair
- Corx Rebel Racers
- Corya the Warrior-Sage
- Cosmic Arc
- Cosmic Balance, The
- Cosmic Brewers
- Cosmic Causeway: Trailblazer II
- Cosmic Convoy
- Cosmic Commando
- Cosmic Cruiser: Galacto Honoris
- Cosmic Crusader
- Cosmic Cyklon
- Cosmic Pirate
- Cosmic Split
- Cosmic Tunnels, The
- Cosmonut
- Cosmox
- Count Duckula in No Sax Please - We're Egyptian
- Countdown To Meltdown
- Counter Attack
- Country Racer
- Cover Girl Strip Poker
- Cowboy
- Cowboy Kidz
- Cows & Bulls
- Crack Down
- Crack of Doom, The
- Cracker in Space
- Crackers Revenge
- Crackers Revenge II
- Crackers Revenge III
- Crackers Revenge IV
- Craft
- Crag
- Cranberry Park
- Crantor
- Crazy Balloon
- Crazy Business
- Crazy Car
- Crazy Cars
- Crazy Cars 2
- Crazy Cars III
- Crazy Caverns
- Crazy Colin
- Crazy Comets
- Crazy Conveyors
- Crazy Eights
- Crazy Man
- Crazy News
- Crazy Runner
- Crazy Sue
- Crazy Sue Plus
- Crazy Kong
- Create A Calendar
- Create with Garfield
- Creative Contraptions
- Creatures
- Creatures II: Torture Trouble
- Creeping Chromosomes
- Creeps
- Cribbage Master
- Cribbage Solitaire
- Cricket
- Cricket 64
- Cricket Captain (1989) per Hi-Tec Software
- Cricket Captain (1991) per D&H Games
- Cricket International
- Cricket-Crazy
- Crillion
- Crillion II
- Crillion 3
- Crillion IV
- Crillion V
- Crillion '93
- Crillion Construction Set
- Crime and Punishment
- Crime Stopper
- Crime Time
- Crimson Crown
- Cris-Cros Poker
- Crisis Mountain
- Critical Mass (1984) per Sirius Software
- Critical Mass (1986) per Durell
- Croak!
- Crocerossa
- Croll Ship
- Cromwell House
- Cross
- Cross It
- Cross It II: The Revenge
- Cross, The
- Cross-Search
- Crossbow
- Crosscheck
- Crossfire
- Crossroads (videojoc)
- Crossroads II: Pandemonium
- Crossword Creator
- Crossword Magic 4.0
- Crossword Puzzle
- Crown
- Crown Quest
- Crucible
- Cruciverbalist, The
- Crunchman 64
- Crusade in Europe
- Crush 'em up!
- Crush (videojoc)
- Crush, Crumble & Chomp
- Crylon
- Cryptanalysis
- Crypto Challenge
- CryptoCube
- Cryptogram
- Cryptogrid No.102
- Cryptogrid No.120
- Cryptogrid No.163
- Cryptomind No.099
- Cryptomind No.103
- Cryptoquad No.101
- Cryptoquad No.104
- Cryptoquad No.128
- Crystal Castles
- Crystal Cave
- Crystal Cave Deluxe
- Crystal Cavern, The
- Crystals of Carus, The
- Crystals of Zong
- Csavargas a Gombak Birodalmaban
- Cube Magik
- Cube, The
- Cubes!
- Cubik
- Cubin'
- Cubis
- Cubulus
- Cuddly Cuburt
- Cunning Running
- Cup Final
- Cup Football
- Curse of Babylon
- Curse of Ra
- Curse of Sherwood, The
- Curse of the Azure Bonds
- Curse of the Keys
- Curse of Volcan, The
- Curse, The
- Cursed be the City
- Custer
- Cut In
- Cuthbert Goes Walkabout
- Cuthbert in Space
- Cuthbert in the Jungle
- Cutthroats
- CW Trainer
- Cyber World
- Cyberball
- Cyberblocks
- Cyberchess
- Cybercop
- Cyberdyne Warrior
- Cybermine Adventure
- Cybernoid
- Cybernoid: The Fighting Machine
- Cybernoid II: The Revenge
- Cybertron Mission
- Cyberwing
- Cyberworld
- Cybex
- Cyborg (1987) per CRL
- Cyborg (1982) per Sentient Software
- Cyborg 87
- Cybotron
- Cycle Knight
- Cycles, The: International Grand Prix Racing
- Cyclones
- Cyclons
- Cygnus
- Cylogic
- Cylon Zap
- Cylu
- Cyrus

## D
- D-Bug
- D.I.S.C.
- D.N.A. Warrior
- D.O.U.B.L.E.
- Dabble
- Daedalus
- Daemonenbuch, Das
- Daily Double Horse Racing
- DAK: Deutsches Afrika Korps
- Dalek Attack
- Daley Thompson's Decathlon
- Daley Thompson's Olympic Challenge
- Daley Thompson's Super-Test
- Dallas Quest, The
- Dallax: Sex und Crime in Southfork
- Dam Busters, The
- Damsel in Distress
- Dan Cooper
- Dan Dare: Pilot of the Future
- Dan Dare II: Mekon's Revenge
- Dan Dare III: The Escape
- Dance of the Vampires
- Dancing Bear
- Dandy
- Danger Ball II
- Danger Freak
- Danger Mouse in Double Trouble
- Danger Mouse in the Black Forest Chateau
- Danger Ranger
- Danger Valley
- Danger! Adventure at Work!
- Dante's Inferno
- Dare Devil Denis: The Sequel
- Dark Castle
- Dark Caves
- Dark Dungeons, The
- Dark Empire
- Dark Fusion
- Dark Lord
- Dark Planet, The
- Dark Side
- Dark Star (1984) per Mastertronic
- Dark Star (1995) per Magna Media
- Dark Sword, The
- Dark Tower, The
- Darkhold
- Darkhorn
- Darkman
- Darkon
- Darkon II
- Darksword, The
- Darkwood
- Darkwood II: The Gryphon's Pearl
- Darkwood III: The Tramontane Alliance
- Darth Wader
- Darwin's Bugs
- Dasher
- Dater, The II
- Datestones of Ryn, The
- Dave Parker: Wenn sie wuessten was sie tun...
- Dave Speed and the Mutants
- Dave Winfield's Batter Up!
- David's Midnight Magic
- David's Midnight Magic II
- Dawn of the Nasty
- Dawn Patrol
- Day in a Life of a Prehistoric Man, A
- Days of Thunder
- DDT
- De Erfenis
- De Steen der Wijzen
- Deactivators
- Dead End
- Dead Evil
- Dead or Alive
- Dead Ringer
- Deadline (1982) per Infocom
- Deadline (1996) per Psygnosis
- Deadly Mission
- Deadly Rain
- Deadzone
- Death Bringer
- Death in the Caribbean
- Death Knights of Krynn
- Death or Glory (1987) per CRL
- Death or Glory (1988) per CP Verlag
- Death Race 64
- Death Wish 3
- Deathbringer
- Deathlord
- Deathscape
- Debris
- Decade
- Decathlon
- Deceptor
- Decipede
- Decision: North Africa 1940-1942
- Decision in the Desert
- Decisive Battles of the American Civil War Vol.1
- Decisive Battles of the American Civil War Vol.2
- Decisive Battles of the American Civil War Vol.3
- Declem
- Decstone
- Decton
- Deeds of Limdrom, The
- Deep Space: Operation Copernicus
- Deep Strike
- Deep, The
- Defcom
- Defcon 5
- Defender
- Defender 64
- Defender of the Crown
- Defenders of the Earth
- Deflektor
- Defuzion 3
- Déjà vu (1985) per Ariolasoft-Axis Komputerkunst
- Déjà vu (1987) per Mindscape
- Delirii Hortus
- Delite
- Deliverance
- Deliverance: Stormlord II
- Delphic Oracle, The
- Delta
- Delta Man
- Deltaman
- Deluxe-Quadromania
- Demon Attack
- Demon Blues
- Demon Stalkers: The Raid on Doomfane
- Demon's Empire
- Demon's Kiss
- Demon's Winter
- Demons of Topaz: Ozzy Versus the Universe
- Denaris
- Deneb
- Denis Through The Drinking Glass
- Denniffia
- Denture Warrior: The War of Conga
- Derby Day
- Deri Colour
- Deri Colours
- Descent into Clayman Caverns
- Desert Duel
- Desert Fox
- Desert Trader
- Designasaurus
- Desolator
- Desolator: Halls of Kyros
- Destiny (1985) per Destiny Software Ltd.
- Destiny (1996) per Eagleware International
- Destroyer
- Destroyer Escort
- Destroyer, The
- Destruct
- Detective
- Detective Game, The
- Detective Takashi Preview
- Detective!
- Detektiv 2000
- Detonators: Bombers Day
- Deus Ex Machina
- Deutsches Afrika Korps
- Devastating Blow
- Devastator
- Deviants
- Devil's Revenge
- Devil's Tower
- Devorator
- DFUE-Adventure, Das
- DI's Baby
- Diablo
- Diamenty
- Diamond Fever
- Diamond Hunter
- Dick Tracy
- Dicky's Diamonds
- Didi: Das Spiel
- Die Dunkle Dimension
- Die Hard (videojoc)
- Die Hard 2: Die Harder (videojoc)
- Die! Alien Slime
- Dig Dug
- Digit Fidget
- Digital Tangram
- Digithunt
- Dimension 4: The Ludwig Mystify
- Dina Math
- Dinastopoly
- Dingsda
- Dino Eggs
- Dino Wars
- Dino-Math
- Dino Race 64
- Dinosaur Eggs
- Dinox
- Dioroid
- Diosa de Cozumel
- Diplomacy
- Dirk's Escape
- Dirty: The Adventure Game
- Disc-O-Very
- Discovery (1987) per Knobbe Soft
- Discovery (1988) per CRL
- Distance Demon
- Dive Bomber
- Division Tutor
- Dizasterblaster
- Dizzy: The Ultimate Cartoon Adventure
- Dizzy: Crystal Kingdom també conegut com a Crystal Kingdom Dizzy
- Dizzy: Down the Rapids també conegut com a Dizzy Down the Rapids
- Dizzy: Fantasy World també conegut com a Fantasy World Dizzy
- Dizzy: Kwik Snax també conegut com a Kwik Snax
- Dizzy: Magicland també conegut com a Magicland Dizzy
- Dizzy: Panic també conegut com a Panic Dizzy
- Dizzy: Prince of the Yolkfolk també conegut com a Dizzy Prince of the Yolkfolk
- Dizzy: Spellbound també conegut com a Spellbound Dizzy
- Dizzy: Stuntman Seymour també conegut com a Stuntman Seymour Dizzy
- Dizzy: Treasure Island també conegut com a Treasure Island Dizzy
- Dizzy Collection
- Dizzy Dice
- DJ Puff's Volcantic Capers
- Dneiper River Line
- Do or Die
- Doc the Destroyer
- Doctor Doom's Revenge
- Doctor Who and the Mines of Terror
- Doctor Who 2
- Dodge: The Game
- Dogfight 2187
- Dogfight!
- Dolphin Force
- Dolphin's Rune, The
- Domain
- Domination
- Dominator
- Domine
- Dominion
- Domino (videojoc)
- Domino Logic
- Don Quijote
- Donald Duck's Playground
- Donald's Alphabet Chase
- Donkey Kong (1983) per Atarisoft
- Donkey Kong (1986) per Ocean
- Donkey Kong Bootleg
- Doodle
- Doom
- Doriath
- Doris (videojoc)
- Doris 2
- Dot-Eater
- Dots
- Double
- Double Breakout
- Double Dare (1988) per Gametek
- Double Dare (1992) per Alternative Software
- Double Deck Duo
- Double Dragon (1988) per Melbourne House
- Double Dragon (1992) per Ocean
- Double Dragon II: The Revenge
- Double Dragon III: The Rosetta Stone
- Double Dribble
- Double Falcon
- Double Feature: Adventures in the Microzone
- Double Feature: Haunted House
- Double Feature: Mystery at Pinecrest Manor
- Double Feature: Northwoods Adventure
- Double or Quits
- Double Shark
- Double Sphere
- Double Take
- Double Trouble
- Double, The
- Doughboy
- Down at the Trolls
- Down, Down, Down
- Downhill Challenge
- Dozer
- Dr. Destructo
- Dr. Foster
- Dr. J
- Dr. Jackle and Mr. Wide
- Dr. Mad vs. The Topsy Turvy Moon Men of Mars
- Dr. Pimples Dog
- Dr. Ruth's Computer Game of Good Sex
- Drachental, Das
- Draconus
- Dracula
- Dracula II
- Dracula's Castle
- Dracula's Lair
- Drag Race Eliminator
- Dragon Breed (1989) per Irem
- Dragon Breed (1990) per Activision
- Dragon Diamond, The
- Dragon Fist
- Dragon Hunter
- Dragon Ninja
- Dragon Spirit
- Dragon Strike
- Dragon Type
- Dragon Wars
- Dragon's Den
- Dragon's Eye, The
- Dragon's Keep
- Dragon's Kingdom
- Dragon's Lair
- Dragon's Lair: Dirk's Escape
- Dragon's Lair II: Escape from Singe's Castle
- Dragon's Seven Riddles, The
- DragonHawk
- Dragonriders of Pern
- Dragons of Flame
- Dragons!
- Dragonskulle
- Dragonwick
- Dragonworld
- Drak
- Draughts
- Dreadnought
- Dreadnought II
- Dreadnoughts: World War II, North Atlantic
- Dream Cars
- Dream Girls
- Dream House
- Dream Team Basketball
- Dream Team Challenge 3 on 3
- Dream Warrior
- DreamTeam Fantasy Football
- Dreamworld
- Dreh, Der
- Drelbs
- Dribblin
- Driller
- Drip
- Droid Dreams
- Drol
- Dropzone
- Druid
- Druid II: Enlightenment
- Druid in the Woods & The Morgash Chronicles
- Druids Moon
- Duchess of Glenwood
- Duck Game, The
- Duck Shoot
- DuckTales: The Quest for Gold
- Ducks Ahoy
- Duckula 2: Tremendous terence
- Duel, The (1985) per Carlo Barazzetta i Lorenzo Barazzetta
- Duel, The (1986) per Paradize Software
- Duell (1984) per Mein Home-Computer
- Duell (1987) per Markt & Technik
- Duet
- Dulcedo Cogitationis
- Dungeon
- Dungeon: Adventuring Construction System
- Dungeon Adventure
- Dungeon Maker
- Dungeon Masters Assistant Volume I: Encounters
- Dungeon Masters Assistant Volume II: Characters & Treasures
- Dungeon of Doom
- Dungeon of Namos
- Dungeon of the Dragon - A Brush With Breath
- Dungeon Realm
- Dungeon Warriors
- Dungeons and Demons
- Dungeons and Dragons: Computer Fantasy Game
- Dungeons of Ba
- Dungeons of Doctor Creep
- Dungeons of Magdarr
- Dunkle Dimension, Die
- Duo Blaster
- Duotris
- Dust Hanter
- Dust Hanter 2
- Dust Hanter 3
- Dylan Dog: Le Notti della Luna Piena
- Dylan Dog: Murderers
- Dylan Dog: The Full Moon Nights
- Dynamic Duo
- Dynamite Dan
- Dynamite Dux
- Dynamix (1988) per Digital Design
- Dynamix (1989) per Mastertronic
- Dynamoid
- Dynasty Wars
- Dyter-07

## E
- E-Motion
- Eagle Empier
- Eagle Eyes
- Eagle Wing
- Eagles (1983) per Strategic Simulations, Inc
- Eagles (1987) per Hewson Consultant
- Eagles (1987) per Hewson Consultants
- Early Games: Piece of Cake
- Earth Orbit Station
- Earthology
- Easter Egg Hunt
- Echelon
- ED Dragonfly
- Eddie Edwards Super Ski
- Eddie Kidd Jump Challenge
- Eddison
- Egg Beater
- Eidolon, The
- Eight Off (1988) per J&F Publishing
- Eight Off (1998) per Loadstar
- Eights for One
- Eigth Crime, The
- Eindeloos
- Einstein Memory Trainer, The
- Eis Und Feuer
- Eisenbahn
- Election Game, The
- Electra
- Elektraglide
- Elektrix
- Elevator Action
- Elevator Music
- Elidon
- Eliminator (1983) per Adventure International
- Eliminator (1988) per Hewson Consultants
- Elite
- Elite 128
- Elite Enhanced
- Elitesquad
- Eliza
- Elliot
- Elm Street
- Elven Warrior
- Elvira: Mistress of the Dark
- Elvira: The Arcade Game
- Elvira II: The Jaws of Cerberus
- Emanuelle
- Emlyn Hughes International Soccer
- Empire (1984) per Shards Software
- Empire (1986) per Firebird
- Empire: Wargame of the Century
- Empire of Karn
- Empius
- Enchanter
- Encounter
- Encounter Adventure
- Enduro Racer
- Energie-Manager
- Energy
- Energy 2
- Energy 3
- Energy Warrior
- Enforcer
- Enforcer, The
- Enforcer: Fullmetal Megablaster
- England Championship Special
- English SAT I
- Enigma Force
- Enigma Force Construction Set
- Entertainment Tonight Trivia
- Entity
- Entombed
- Enzyme
- Eon
- Equations
- Equestrian 64
- Equinox
- Erben des Throns, Die: Krieg um die Krone II
- Erben des Throns v2.00
- Erbschaft 2, Die
- Erbschaft, Die (1985)(Infogrames)
- Erbschaft, Die (19xx)(Infogrames)
- Erebus
- Erik the Viking
- Erkundungsflug
- Erotica per Cybertech
- Erotika per A+S Software
- Erotika II
- Erotika III
- Escape (1984) by Quicksilva
- Escape (Bantam Software) per Bantam Software
- Escape 2
- Escape-MCP
- Escape from Doomworld
- Escape from Paradise
- Escape from the Dark Prison
- Escape from the Planet of the Robot Monsters
- Escape from Tiamat's Tomb
- Escape from the Waste Disposal Unit
- Escape Route: The Adventures of Eric Hawthorne
- Escape to Zanuss
- Escape!
- Esherland
- Eskimo Games
- ESP (videojoc)
- Espionage: The Computer Game
- Essex
- ESWAT: City Under Siege
- ET's Rugby League OK
- Etarip
- Eternal
- Eternal Dagger, The
- Euchre
- Eureka!
- Europe Ablaze
- European
- European Champions
- European Football Champ
- European 5-A-Side també conegut com a Five A Side Footy
- European Games
- Evening Star
- Every Second Counts
- Everyone's a Wally
- Evil Crown
- Evil Dead, The
- Evil Prince, The
- Evolution
- Examination, The
- Excaliba
- Excalibur
- Exceleron
- Exile
- Exis
- Exolon
- Expedition Amazon
- Expedition Titanic
- Expeditions
- Experience (1993) per Coolart
- Experience (1994) per CP Verlag
- Expert Model Simulator
- Expertmind
- Expire
- Exploding Fist II: The Legend Continues
- Explorer
- Explorer: Die Phantatische Reise
- Express Raider
- Extend
- Extended Championship Lode Runner
- Exterminator
- Extreme (1991) per Digital Integration
- Extreme (1999) per Mirage Design
- Eye of Horus

## F
- F-14 Tomcat
- F-15 Strike Eagle
- F-16 Combat Pilot
- F-18 Hornet
- F-19 Stealth Fighter
- F1 GP Circuits
- F1 Manager
- F1 Tornado
- The Fabulous Wanda
- Face Ache
- Face Off!
- Factactics: Trivia Game
- The Factory
- Fadenkreuz
- Faerie
- Faery Tale Adventure
- Fahrenheit 451
- Fair or Foul
- Fairlight: A Prelude
- Falcon and the Enemy
- Falcon Patrol
- Falcon Patrol II
- Falcon Quest
- Falcon the Renegade Lord
- Falklands '82
- Falklands
- Fall Gelb: The France Campaign 1940
- The Fall Guy
- The Fall of Rome
- Fallen Angel
- Fallout
- Familienduell
- Family Feud (1984) per Coleco Electronics
- Family Feud (1987) per Sharedata
- Famous Americans
- The Famous Five: Five on a Treasure Island
- Famous People of the Past
- Fang mich doch
- Fantasia
- Fantastic Soccer
- Fantasy Girl
- Fantasy World Dizzy
- Fargo
- Farm-Spell
- The Farmer's Daughter
- Fast
- Fast Break
- Fast Eddie
- Fast Food
- Fast Life
- Fast Tracks: The Computer Slot Car Construction Kit
- Fastball Final Sales
- Father Christmas
- Fax
- FDR's Favorite
- Fearless Fred and the Factory of Doom
- Feature Bout Boxing
- Federation
- Fele Sem Igaz!, A
- Felix
- Felix in the Factory
- Fellowship of the Rings
- Fergyser
- Fernandez Must Die
- Fernseh-Sender!
- Ferrari Formula One
- Ferris Christmas Caper
- Fetz Out 2
- Feud
- Fidicen
- Field of Fire
- Fields of Hades
- Fiendish Freddy's Big Top 'o Fun
- Fiery Fight
- Fifteens
- The Fifth Quadrant
- Fight for Thurn
- Fight Night
- Fight Racer
- Fighter Bomber
- Fighter Command v1.1
- Fighter Jet
- Fighter Pilot
- Fighter Soccer
- Fighting Racer
- Fighting Warrior
- Fill the Blanks
- Final Assault
- The Final Attack
- Final Blow
- Final Conflict
- Final Fight
- Final Stone
- Final Tennis
- Find Another Way
- Find The Pair
- Finders Keepers
- Fips
- Fire & Forget II: The Death Convoy
- Fire Ant
- Fire Fighter
- Fire Galaxy
- Fire King
- Fire One
- Fire Track
- Fire-Copter
- Fire-Galaxy
- Firefly
- Firefox
- Firelord
- Fireman Sam: The Hero Next Door
- Firepit
- Firepower
- Firequest
- Firetrap
- Firezone
- First Moves
- First Over Germany v1.0e
- First Samurai
- First Strike
- Fischzucht
- Fish!
- Fish! v1.07
- Fish-Metic (1984)(Commodore)
- Fish-Metic (1984)(DOR)
- Fission (1998)(J&F Publishing)
- Fission (1998)(Loadstar)
- Fist Fighter
- Fist II: The Legend Continues
- Fist+
- Five Aside
- Five by Five
- Fix It!
- Flag Fight
- Flags to the Wind
- Flap!
- Flasch Bier
- Flasch Bier Konstruktion Kit
- Flasch Bier 2
- Flash (videojoc)
- Flash Gordon
- Flash!
- Flashe
- Flight
- Flight Deck
- Flight Path 737
- Flight Simulator II
- Flimbo's Quest
- Flintstones: Yabba-Dabba-Dooo!
- The Flintstones
- Flip & Flop
- Flip 64
- Flotsam
- Flower Garden
- Floyd of the Jungle
- Floyd the Droid
- Der Fluch des Pharao
- Fluch von Schloss Batterslea Hall, Der
- Flummi's World
- Flunky
- Flutter
- Flyer
- Flyerfox
- The Flying Digger
- Flying Feathers
- Flying Shark
- Football
- Football Coach
- Football Director
- Football Manager
- Football Manager 2
- Football Manager 2 Expansion Kit
- Football Manager 3
- Football Manager World Cup Edition
- Footballer of the Year
- Footballer of the Year 2
- Forbidden Forest
- Forbidden Forest 2: Beyond the Forbidden Forest
- Force I
- Force One
- Force Seven
- Forest Fire
- The Forest of Doom
- Forester
- Forgery
- Forgotten Past
- Forgotten Worlds
- Formula 1 Simulator
- Formula 1 3D: F1 Manager II
- Der Forscher
- Fort Apocalypse
- Fortress of the Witch King
- Fortress Underground
- Fortune Hunter
- Fortune's Favor
- Foton
- Four Across Classic
- Four by Four
- Fourcell
- Fourteens
- The Fourth Protocol
- Fourty Five
- Fox and Hounds
- Fox Fights Back
- Frak!
- Frank Bruno's Boxing
- Frankenstein (1987) per CRL
- Frankenstein (1992) per Zeppelin Games
- Frankenstein Jnr.
- Frankie: The Computer Game
- Frankie Goes to Hollywood
- Frantic Freddie
- Frankies Horror Trip I
- Frantic!
- Freak Factory
- Fred
- Fred The Fruiter
- Fred's Back I
- Fred's Back II
- Fred's Back III
- Fred's in Trouble
- Fred's Leapfrog
- Freddy Hardest
- Freddy's Puzzling Adventures
- Frederick Forsyth: The Fourth Protocol
- Freecell
- Freespace 2075
- Freewheel Burning
- Freiheit
- French Military Game
- Frenesis
- Frenzy
- Friday the 13th
- Frightmare
- Frigylada, A
- Frog Fanny
- Frog Master
- Frog Run
- Froggee
- Frogger
- Frogger '93
- Frogger 64
- Frogger II: Threeedeep!
- Froggy
- Frogrun 64
- Frogs and Flies 64
- Front End
- Front Line
- Frostbyte
- Fruit Machine Simulator
- Fruit Machine Simulator 2
- Fruitmania
- Fruity
- Frustration
- Fugger
- Fugger, Die
- Fugitive
- Full House
- Fun House
- Fun With Spelling feat. Heathcliff
- Funball
- Fungus
- Fussball-Manager
- Future Bike Simulator
- Future Knight
- Future Race
- Future World
- Fuzzy Wuzzles

## G
- G-Force
- G-Loc
- G.I. Joe
- G.P. Tennis Manager
- Galactic Chaos
- Galactic Empire
- Galactic Encounter
- Galactic Games
- Galacticon
- Galaga
- Galaxian
- Galaxions
- Galaxy by Kingsoft
- Galaxy (Superbyte) by Superbyte
- Galaxy Force II
- Galaxy Trader
- Galaxy!
- Galaxybirds
- Galderon
- Galdregon's Domain
- Galivan
- Galleon
- Galya, A
- Gambler 2
- Gamblin' Cowboy: Lucky Luke
- Game Master
- Game of Harmony, The
- Game of Master Trivia
- Game of the Gods!
- Game of Trivia, The: Children's Trivia
- Game of Trivia, The: General Trivia
- Game of Trivia, The: World Facts Trivia
- Game Over
- Game Show, The
- Game Show, The: Boot Disk
- Game Show, The: Foreign Language Data Disk
- Game Show, The: Personal Playe Thing Data Disk
- Game Show, The: Sampla Data Disk
- Game Show, The: Win with Words 2 Data Disk
- Game Show, The: You & Your World Data Disk
- Games Creator
- Games Creator, The
- Games Designer
- Games, The: Summer Edition
- Games, The: Winter Edition
- Games, The: Winter Edition Practice
- Gamestar Golf
- Gamma Force: The Pit of a Thousand Screams
- Gandalf the Sorcerer
- Gangbusters
- Gangster
- Gaplus
- Garfield: Big, Fat, Hairy Deal
- Garfield: Winter's Tail
- Garfield!
- Garmos
- Garrison
- Garry Kitchen's Gamemaker
- Garry Kitchen's Gamemaker: Science Fiction Library
- Gary Lineker's Hot Shot!
- Gary Lineker's Superskills
- Gary Lineker's Superstar Soccer
- Gates of Dawn
- Gateway to Apshai
- Gateway to the Savage Frontier
- Gato
- Gauntlet
- Gauntlet: The Deeper Dungeons
- Gauntlet II
- Gauntlet III: The Final Fight
- Gazza Super Soccer
- GeeBee Air Ralley
- Geheimnis der Druiden, Das
- Geheimnis der Pyramiden, Das
- Geheimnis des Schloss Arendarvon, Das
- Geheimnisvolle Magier, Der
- Geisterjaeger
- Gelbe Kugeln
- Gem'X
- Gemini Wing
- Gems
- Gemstone Healer
- Gemstone Warrior
- Gemx
- Genesis
- Genloc
- Geoff Capes Strongman Challenge
- Geometric
- Geopolitique 1990
- Gerd Boulder 1-4
- Germany 1985: When Superpowers Collide
- Gerrymander
- Gettysburg: The Turning Point
- GFL Championship Football
- Ghettoblaster
- Ghost Chaser
- Ghost Hunters
- Ghost of Genghis Khan, The
- Ghost Trap
- Ghostbusters
- Ghostbusters II
- Ghostland
- Ghosts 'n Goblins
- Ghosttown
- Ghostwriters
- Ghouls 'n Ghosts
- Ghouls
- Ghouls'n Gremlins
- Gianna-Sisters Construction-Kit, Das
- Gilded Age
- Ginny64
- Giocando con l'Europa
- Girltris
- Give my Regards To Broad Street
- Gladiator
- Glider Rider
- Global Chess
- Globetrotter (1984) per Data Media
- Globetrotter (1990) per Coolsoft
- Glosor
- Gluecks-Rad
- Gluecksrad
- Glug Glug
- Glutton, The
- Gnampf in the Mazes of Fun
- Gnome
- Gnome Ranger
- Go
- Go Ball
- Go Carts
- Go for the Gold!
- Go Kart Grand Prix
- Go-Kart Simulator
- Go-Kart
- Go to the Head of the Class: Deluxe Edition
- Goal
- Gobbler's Revenge
- Goblin Towers
- Gobots
- Goddess of Cozumel 2: The Holy Temples
- Gods & Heroes
- Gogo the Ghost
- Gold
- Gold Medal Game
- Gold-Dust Island
- Golden Axe
- Golden Edition
- Golden Edition II
- Golden Pyramids, The
- Golden Star 1-8
- Goldfields
- Goldrausch
- Goldrunner
- Golf
- Golf at the Tower
- Golf Construction Set
- Golf's Best: Pinehurst No.2 Course
- Golf-Krise
- Golfer Arcade, The
- Gonosz Herceg, A
- Good Neighbors
- Goofy's Railway Express
- Goonies, The
- Gothik
- Gothmog's Lair
- Gozo
- Grade A Spelling Program
- Grade A Vocabulary Program
- Gradius
- Graeme Souness International Soccer
- Graeme Souness Soccer Manager
- Graffiti Man
- Grand Hazard
- Grand Monster Slam
- Grand Ouvert
- Grand Prix
- Grand Prix Circuit
- Grand Prix Master
- Grand Prix Simulator
- Grand Prix Simulator 2
- Grand Slam Baseball
- Grandma's House
- Grandmaster
- Grange Hill: The Computer Game
- Graphbusters!
- Graphic Adventure Creator, The
- Graphic AdventureWriter
- Grave Robbers
- Grave Yardage
- Gravitron
- Gravrace
- Great Adventure II, The
- Great Adventure Quiz, The
- Great American Cross-Country Road Race, The
- Great Arcade Machine, The
- Great Aussie Adventure, The
- Great Escape, The
- Great Giana Sisters, The
- Great Giana Sisters 2, The
- Great Giana Sisters 3, The
- Great Gonzo in WordRider, The
- Great Gurianos
- Great International Paper Airplane Construction Kit, The
- Great Maine to California Race, The
- Great Mission
- Green Beret (també conegut com a Rush'n Attack)
- Greenhouse
- Greg Lemon-Hood: Ritter des Rechts
- Greg Lemon-Soda: Bacardi Feeling!
- Greg Normans Golf
- Grell & Falla
- Gremlin Hunt
- Gremlins
- Gremlins: The Adventure
- Gremlins 2: The New Batch
- Greyfell
- Greystorm
- Grfx-Jump
- Gribbly's Day Out
- Grid Iron II
- Grid Zone Remix
- Gridder
- Gridrunner
- Gridtrap
- Groessenwahnsinnig Boulder Dash
- Grover's Animal Adventures
- Growing Pains of Adrian Mole, The
- Gruds in Space
- Grump's Fight
- Grumpy Bumper Pinball Arcade, The
- Gryphon
- Gryzor
- Guadalcanal
- Guardia-Dragon
- Guardian (videojoc)
- Guardian II: Revenge of the Mutants
- Guardian Angel, The
- Guderian
- Guerrilla War
- Guess Again
- Guesser
- Guild of Thieves, The
- Guldkorn Expressen
- Gulf Strike
- Gully-Jumper
- Gumball
- Gumshoe
- Gun Dogs
- Gun Runner
- Gun Smoke
- Gunfighters
- Gunship
- Gunslinger
- Gunstar
- Gusher
- Gutt Blaster
- Gutz
- Guzzler
- Gwendolyn
- Gypsum Cave
- Gypsy Pilot
- Gyropod
- Gyroscope
- Gyroscope Construction Set
- Gyroscope II
- Gyruss

## H
- H.A.T.E.
- H.E.R.O.
- Habitat
- Hacker
- Hacker II: The Doomsday Papers
- Hades Nebula
- Hagar the Horrible
- Haendler des Morgenlandes
- Halcyon
- Halley Mission, The
- Halley Project, The
- Hals und Beinbruch
- Hammer Boy
- Hammer!
- Hammerfist
- Handel, Der
- Handicap Golf
- Hangman
- Hangman Deluxe
- Hangman II
- Hans Kloss
- Hanse
- Hanseat
- Happy Hacker
- Harak Iri
- Harald Hardtand: Kampen om de Rene Taender
- Harcon: Herr des Lichts
- Hard 'n Heavy
- Hard Drivin'
- Hard Hat Mack
- Hardball!
- HardBall! II
- Hardhat Climber
- Harrier Attack
- Harrier Combat Simulator
- Harry der Fensterputzer
- Harte Dollar
- Harvey Headbanger
- Harvey Smith Show Jumper
- Hassle Castle
- Hat in the Ring
- Hat Trick
- Haunted House
- Havoc (1984) per Dynavision Productions
- Havoc (1990) per Players Premier Software
- Hawkeye
- Head Ball
- Head Start
- Head the Ball
- Head to Head Karate
- Head Over Heels
- Head-On
- Headache
- Headon
- Heart of Africa
- Heat Wave
- Heathrow Air Traffic Control
- Heatseeker
- Heavenbound
- Heavy Metal
- Heavy Metal Deluxe!
- Heavy Metal Paradroid
- Heebie Jeebie
- Heidelberg: Das Adventure
- Heisse Luft
- Heist, The
- Hektic
- Hektic II
- Helden
- Heli Rescue
- Helicopter Mission I
- Helicopter Mission, The
- Hell Cat Ace
- Hell for Leather
- Hellfire
- Hellgate
- Hellhole
- Hellowoon
- Hells End
- Helm, The
- Helter Skelter
- Henry's House
- Herakles
- Herbert on the Slope
- Herbert's Dummy Run
- Hercules (videojoc)
- Hermetic
- Hero
- Hero 2020
- Hero of the Golden Talisman
- Hero Quest
- Herobotix
- Heroes of Karn, The
- Heroes of the Lance
- Heroic Quest I
- Heros: Drei gegen das Inferno
- Hes Games
- Heuristic Chomp
- Hex War
- Hexapuzzler
- Hexensabbat
- Hexpert
- Hey Diddle Diddle
- Hi Ska Do
- Hickory Dickory Dock
- Hidden Doors
- Hide n Seek
- Hideous Bill & the Gi-Gants
- Hideous!
- High Flyer
- High Noon
- High Risk
- High Roller per Mindscape
- High Rollers per Box Office Software
- High Seas
- Highland Games
- Highlander
- Highnoon
- Highway Encounter
- Hillsfar
- Himalayan Odyssey
- Hirnriss
- Historic Mazes
- History Challenge
- History Challenge II
- History Challenge III
- Hitchhiker's Guide to the Galaxy, The
- Hitchhiker's Guide to the Galaxy, The: Solid Gold Edition
- Ho! Ho! Ho!
- Hobbit
- Hobbit, The
- Hole in One
- Holiday Games
- Hollywood Hijinx
- Hollywood or Bust
- Hollywood Poker
- Hollywood Poker Pro
- Hollywood Squares
- Holo Preview
- Holy Grail, The
- Holy Roman Empire, The
- Hombre
- Home Alone
- Homonym Practice
- Honeymooners, The
- Hong Kong Phooey
- Hook
- Hopeless
- Hopp oder Top
- Hopper (videojoc de 1984) per Loadstar
- Hopper (videojoc de 1989) per CP Verlag
- Hopper Copper
- Hoppin' Mad
- Horace Goes Skiing
- Horror City
- Horse Games
- Horse, The
- Horseguard
- Hostage per Loadstar
- Hostages per Infogrames
- Hot Rod
- Hot Wheels
- Hotshot
- Hotel
- Hotel Alien
- Hotel Hell: Not a Nice Place to Die
- Hotshot
- Hounded
- House of Usher
- House, The
- House Case
- House Jack Built, The
- House of Usher
- Hover
- Hover Bovver
- How to be a Complete Bastard
- Howard the Coder
- Howard the Duck
- Howard the Duck II
- Hudson Hawk
- Hugo
- Hulk també conegut com a Incredible Hulk, The
- Human Killing Machine
- Human Race, The
- Humblebug
- Humdinger
- Humprey
- Humpty Dumpty Meets the Fuzzy Wuzzies
- Humpty Dumpty Mystery
- Hunchback
- Hunchback: The Adventure
- Hunchback at the Olympics
- Hunchback II: Quasimodo's Revenge
- Hunchy
- Hungry Horace
- Hunt for Red October, The (1987)
- Hunt for Red October, The (1990)
- Hunter Patrol
- Hunter's Moon
- Hurra
- Hustler
- Hydra
- Hydrax
- Hypa-Ball
- Hyber Blob
- Hyper Active
- Hyper Biker
- Hyper Cars
- Hyper Circuit
- Hyper Force
- Hyper Sports
- Hyper-Hen
- Hyperbowl
- Hyperspace Warrior
- Hyphen
- Hysteria

## I
- I Be A Leprachaun
- I Dare You
- I Play 3D Soccer
- I Play 3D Tennis
- I Play Football Champ
- I Want More Diamonds
- I'm Innocent
- I-Alien
- I, Ball
- I, Ball 2
- I.C.U.P.S.
- Ian Botham's Test Match
- IBM Tetris, The
- Ice Ball
- Ice Guys
- Ice Hockey
- Ice Hunter
- Ice Titans
- Iceblaster
- Icecave
- Icemania
- Idoeregesz: Time Explorer
- Ikari III
- Ikari Warriors
- Iketa
- Ikkiuchi
- Il Postino
- Il Postino 2
- Il Tuo Numero
- Illgen
- Imagination
- Imhotep
- Impact
- Imperator
- Imperium Galactum
- Imperium Romanum
- Implosion
- Impossamole
- Impossible Mission
- Impossible Mission 2
- In 80 Days Around the World
- In den Beginne
- In Search of Johnny B. Goode
- In Search of the Most Amazing Thing
- In the Chips
- Incredible Hulk, The
- Incredible Laboratory, The
- Incredible Shrinking Sphere
- Indagini di Thomas Bradly, Le
- Indiana Jones: Jaeger des verlorenen Schatzes
- Indiana Jones and the Fate of Atlantis
- Indiana Jones and the Last Crusade
- Indiana Jones and the Temple of Doom
- Indiana Jones in the Lost Kingdom
- Indoor Sports
- Indy Heat
- Inertiana: Land of Motion
- Infernal Runner
- Infidel
- Infiltrator
- Infiltrator Part II: The Next Day
- Infiltrator Part III
- Infinite Inferno
- Infodroid
- Ingrid's Back
- Inheritance, The
- Inherits of the Throne v2.0
- Injured Engine
- Inner Space
- Insane Story Adventure
- Insanity
- Insanity in San Francisco
- Insel, Die
- Inside Outing
- Inspector Gadget
- Inspector Gadget and the Circus of Fear
- Inspector Hectic in Interchange
- Instant Music
- Institute, The
- Intelligenztest
- Interchange
- Interdict Pilot
- Interlaced Pairs
- Internat
- International 3D Tennis
- International Basketball
- International Five A Side Football
- International Football
- International Hockey
- International Ice Hockey
- International Karate
- International Karate +
- International Karate + Gold
- International Ninja Rabbits
- International Rugby Simulator
- International Skoda Racing 'n Bashin
- International Soccer (videojoc de 1983) per Commodore
- International Soccer (videojoc de 1988) per CRL
- International Speedway
- International Sports Challenge
- International Team Sports
- International Tennis (videojoc de 1985) per Commodore
- International Tennis (videojoc de 1992) per Zeppelin Games
- International Truck Racing
- Interview
- Into Oblivion
- Into the Eagle's Nest
- Into the Nature
- Intrigue!
- Intruder
- Inutile Andare Avanti
- Invaders
- Invasor
- Inve$t
- Invest
- IQ
- IQ 64
- IQ Baseball
- IQ Test
- Iridis Alpha
- Iron Horse
- Iron Lord
- Ironman
- Ironman Speed Shop
- Island of Dr. Destructo, The
- Island of the Dragons
- Island, The: An Adventure
- Iso-Ana
- ISS: Incredible Shrinking Sphere
- Istar's Crossword Program
- It's a Knockout
- It's Magic
- It's Magic II
- It's only Rock'n'Roll
- Italy '90
- Italy 1990

## J
- Jack and the Beanstalk
- Jack Attack
- Jack Charlton's Match Fishing
- Jack Nicklaus Greatest 18 Holes of Major Championship Golf
- Jack the Nipper
- Jack the Nipper II
- Jack the Ripper
- Jackal (videojoc de 1987) per Konami
- Jackal (videojoc de 1989) per Imagine Software
- Jackle & Wide
- Jagd auf den Atomgangster
- Jagd auf Roter Oktober
- Jagd in San Francisco
- Jahangir Khan Squash
- Jail Break
- Jail War
- Jailbreak From Starhold 1
- James Bond: The Living Daylights
- James Pond 2: Codename RoboCod
- Jammin'
- Jara-Tava: The Isle of Fire
- Jasg
- Jason
- Jason of the Argonauts
- Jaws
- Jed's Journey
- Jeep Command
- Jeepers Creepers!
- Jeff Lillie's Modem Flag Hunt
- Jeff's Top Ten (1989)(Loadstar)
- Jeff's Top Ten (1990)(Loadstar)
- Jeopardy!
- Jeopardy!: Junior Edition
- Jeopardy 2
- Jeremias Ratterflatter
- Jet, The
- Jet Ace
- Jet Bike Simulator
- Jet Combat Simulator
- Jet Set Willy
- Jet Set Willy 2
- Jet-Boot Jack
- Jet-Boys
- Jet-Power Jack
- Jetan: Martian Chess
- Jetpack
- Jetsons, The
- Jewel Thief
- Jewels of Darkness
- Jewish IQ Baseball
- Jezdocwr
- Jigsaw
- Jigstar
- Jim Henson's Muppet Adventure: Chaos at the Carnival
- Jim Slim
- Jimbo
- Jimmy's Super League
- Jinks
- Jinn-Genie
- Jinxter
- Jocky Wilson's Darts
- Joe (1987)(Tronic)
- Joe
- Joe Blade
- Joe Blade II
- Joel's Leapfrog
- Joggers!
- John Brenner: Boston Celtics
- John Elway's Quarterback
- John Madden Football
- Johnny Quest
- Johnny Reb
- Join Four
- Joker Canfield
- Jonah Barrington's Squash
- Jonny and the Jimpys
- Jonny Quest
- Jordan vs Bird
- Josh
- Joshua
- Journey to Centre of the Earth
- Joystick Monopoly
- Jr. Pac-Man
- Judge Dredd
- Juggles' Rainbow
- Juliane Teil 1: Die Entfuehrung
- Julius Caesar
- Jump
- Jump 1.1
- Jump Ball
- Jump Boy
- Jump Jet
- Jump Out
- Jump!
- Jump! Machine
- Jump-Man
- Jumper
- Jumpin' Cubes
- Jumpin' Jimmy
- Jumpin' Jack
- Jumpman
- Jumpman Junior
- Jungle
- Jungle Heat
- Jungle Hunt
- Jungle Patrol
- Jungle Story
- Jungle Trouble
- Jungle!
- Junior Pacman
- Junkyard Jalopies
- Juno First
- Jupiter Jump, The
- Jupiter Lander

## K
- Kaiser
- Kaiser 2
- Kaiv
- Kaktus
- Kalender Kruze
- Kamikaze
- Kamikaze Duck
- Kampf der Genies
- Kampf der Giganten
- Kampf der Maechte
- Kampf um Thurn
- Kampfarena 64
- Kampfgruppe
- Kane
- Kane 2
- Kanga
- Kangarudy
- Kangarudy II: The Adventure Continues
- Kaos
- Karamalz Cup
- Karamellien's Befreiung
- Karate Champ
- Karate Kid 2 (videojoc)
- Karateka
- Karnov
- Kastely, A
- Kat Trap
- Katakis
- Katuvu
- Katz & Maus
- Kayden Garth
- Kempelen
- Ken Uston's Professional Blackjack
- Kendo Warrior
- Kennedy Approach
- Kenny Daglish Soccer Manager
- Kentucky Derby
- Kentucky Racing
- Kettle
- Key Finders
- Keys to Maramon, The
- Keys to Typing
- KGB Superspy
- KI Stadt-Land-Fluss
- Kick and Kill
- Kick Box Vigilante
- Kick Off (1983) per Bubble Bus
- Kick Off (1989) per Anco
- Kick Off 2
- Kid Grid
- Kid Niki
- Kikstart
- Kikstart 2
- Kill Gravenreuth
- Kill Hussein
- Kill the Saucers
- Killed Until Dead
- Killer Mission
- Killer-Ring
- Killerwatt
- Killing Machine
- Killozapp
- Kinderdan II
- Kinetic Connection
- Kinetik
- King Albert
- King Arthur's Quest
- King of Chicago
- King Tut's Tomb Adventure
- King's Bounty
- King-Kong Quest
- Kings of The Beach
- Kings Ransom
- Kini von Bayern
- Kit Caves
- Klatwa
- Klax
- Kleine Hobbit, Der
- Klemens
- Klepkomania
- Klingon Capture
- Klondike
- Klondike 1992
- Klondike Solitaire
- Knibble Eat 2
- Knibble Eat 3
- Knibble Eat Effect 1
- Knibble Power 1
- Kniffel (1989) per Star Software
- Kniffel (1993) per M.Scholz
- Kniffel +6 per CP Verlag
- Knight Games
- Knight Games 2
- Knight Orc
- Knight Rider
- Knight Tyme
- Knightmare
- Knights of Legend
- Knights of the Desert
- Knobbe's World-Cup Skiing 2
- Knoorkie: The Pig
- Knuckle Busters
- Knurr
- Kobayashi Alternative
- Kobayashi Naru
- Kobold, The
- Koko
- Kokotoni Wilf
- Kolony v4.4
- Kong 64
- Kong Strikes Back!
- Kongo Kong
- Kontakte
- Kopido
- Koronis Rift
- Kosmic Kanga
- Krakout
- Krazy Kar
- Krazy Kong
- Kreuzungen
- Krieg der Kerne
- Krieg um die Krone
- Krieg um die Krone 2
- Krisp 1992
- Kromazne
- Kruemelmonster
- Krymini
- Krypton (1988) per CP Verlag
- Krypton (1984) per ACE
- Krypton Factor, The
- Kung Fu
- Kung-Fu Master
- Kung-Fu: The Way of the Exploding Fist
- Kung-Fu II: Sticks of Death
- Kunst aus China
- Kwah!
- Kwix Snax

## L
- Labyrinth of the Creator
- Lancer Lords
- Las Vegas Video Poker
- Laser Squad
- Last Ninja, The
- Last Ninja II - Back with a Vengeance
- Last Ninja III
- Last V8, The
- Law of the West
- Lazarian
- Lazer Zone
- Lazy Jones
- Leaderboard
- Leather Goddesses of Phobos
- Led Storm
- Legacy of the Ancients
- Legend of Blacksilver
- Legend of the Amazon Women
- Legend of the Knucker-Hole
- Lemans
- Lemmings
- Lightforce
- Little Computer People
- Little Puff
- Live and Let Die: The Computer Game
- Livingstone, I Presume?
- Loco
- Lode Runner
- Looney Balloon
- Lords of Chaos
- Lords of Conquest
- Lost City, The
- Lost Tomb
- Lotus Esprit Turbo Challenge
- Lost Crown of Queen Anne, The
- Lucky Luke
- Lunar Outpost
- The Lurking Horror

## M
- Madballs
- Mad Nurse
- Magic Carpet
- Magicland Dizzy
- Mail Order Monsters
- Mama Llama
- Mancopter
- Mangrove
- Maniac Mansion
- Manic Miner
- Marble Madness
- Mario Bros
- Mario Bros (Ocean)
- Mario Bros II (Thundersoft)
- Master of Magic (Mastertronic)
- Master of the Lamps
- Match Day
- Match Day II
- Match Point
- Matrix
- Matterhorn Screamer
- Mayhem in Monsterland
- Mazemania
- Maziacs
- Meanstreak
- Mega-Apocalypse
- Mega Hawk
- Megawarz
- Mercenary: Escape from Targ
- Mercenary: The Second City
- Mercs
- Merlin
- Metabolis
- Metro Blitz
- Metro Cross
- Miami Vice
- Micro Machines
- Micro Mouse Goes De-Bugging
- Micro Olympics
- Microleague Sports - WWF Superstars of Wrestling
- Microprose Soccer
- Midnight Resistance
- Mike Read's Pop Quiz
- Mikie
- Milk Race
- Mind Control
- Mind Pursuit
- Miner 2049er
- MISL Soccer
- Mission Elevator
- Mission Impossible
- Mission Impossible II
- Moby Dick
- Moebius
- Molecule Man
- Monopole
- Monster Munch
- Monte Carlo Casino
- Montezuma's Revenge
- Monty on the Run
- Moon Buggy
- Moon Patrol
- Morpheus
- Moto X
- Motor Mania
- Mr. Dig
- Mr. Freeze (videojoc)
- Mr. Robot and His Robot Factory
- Mr. Wimpy
- M.U.L.E.
- Multi Player Soccer Manager
- Munch Mania
- Muncher, The
- Munchy
- Murder
- Murder on the Mississippi
- Murder on the Waterfront
- Murder on the Zinderneuf
- Murray Mouse Supercop
- Mushroom Alley
- Music Construction Set
- Mutant Monty
- Mutants
- Myth

## N
- NATO Commander
- NATO Assault Course
- Nebulus
- Nemesis
- Nemesis: The Warlock
- Neutral Zone
- Newcomer
- New York City
- New Zealand Story, The
- Nexus
- Neuromancer
- Night Racer
- Night Rider
- Nine Princes in Amber
- Ninja
- Nina Master
- Ninja Warriors
- Nobby the Aardvark
- Nodes of Yesod
- No Limit
- Nonterraqueous
- North & South
- North Star
- Norway 1985

## O
- Off the Hook
- Olli & Lissa 3
- Olympic Skier
- Olympic Spectacular
- On Court Tennis
- One Man and his Droid
- One on One Basketball
- Operation Hormuz
- Operation Wolf
- Orange Squash
- Orbitron
- Orc Attack
- Oregon Trail, The
- Outlaw
- Out of this World
- Out Run
- Overlander

## P
- P.C. Fuzz
- P.O.D.
- Pac-land
- Pacmania
- Pakacuda
- Pandora
- Panic 64
- Panic Planet
- Panther
- Paperboy
- Paradroid
- Parallax
- Paratroopers
- Park Patrol
- Passing Shot
- Pastfinder
- Patton vs. Rommell
- Peanut Butter Panic
- Pedro
- Pegasis
- Penetrator
- Pengo
- Percy
- Periscope Up
- Peter Shilton's Handball Maradona
- Phantasie
- Phantasie II
- Phantasie III
- Phantom
- Phantoms of the Asteroid
- PHM Pegasus
- Phobia
- Pigs in Space
- Pilot 64
- Pinball Simulator
- Ping Pong
- Pipe Mania
- Pirates
- Pitfall
- Pitfall II: Lost Caverns
- Pit Fighter
- Pitstop
- Pitstop II
- Pixie Pete
- Planetfall
- Platoon
- Plumb Crazy
- Pogo Joe
- Pole Position
- Poltergeist
- Pool of Radiance
- Pooyan
- Popeye
- Portal
- Poster Paster
- Postman pat
- Postman Pat II
- Postman Pat III
- Potty Painter in the Jungle
- Potty Pigeon
- Powerdrift
- Predator
- President Elect '84
- President Elect '88
- Price is Right, The
- Prince Clumsy
- Princess and Frog
- Viquipèdia: Firestart
- Project Space Station
- Pro Powerboat
- Pro Skateboard Simulator
- Pro Ski Simulator
- Pro Snooker Simulator
- Professional Ski Simulator
- Prowler
- PSI-5 Trading Company
- PSI Warrior
- Pub Games
- Pub Trivia
- Purple Turtles
- Puznic
- Pyjamarama
- Pyramid, The

## Q
- Qbert
- Qix
- Quake Minus One
- Quasimodo
- Quedex
- Quest, The
- Quest for Tires
- A Question of Sport
- Questron
- Quintic Warrior
- Quo Vadis

## R
- R1-D1
- Racing Destruction Set
- Radar Rat Race
- Raging Beast
- Rags to Riches
- Raid on Bungeling Bay
- Raid over Moscow
- Railboss
- Rainbow Islands
- Rally Cross Simulator
- Rally Speedway
- Rambo: First Blood Part II
- Rambo III
- Rana Rama
- Rastan
- Rat, The
- Rats, The
- Raw Recruit
- RDF 1985
- Real Ghostbusters, The
- Realm
- Realm of Impossibility
- Rebounder
- Red Arrow
- Red Hawk
- Red Heat
- Red Max
- Red Storm Rising
- Renaissance
- Renegade
- Renegade III
- Repton (Sirius Software)
- Repton (Superior Software)
- Rescue on Fractalus!
- Retrograde
- Revenge of the Mutant Camels
- Rick Dangerous
- Riddle of the Sphinx
- Rigel's Revenge
- Ring of Power
- Risk
- River Raid
- River Rescue
- RoadBlasters
- Roadrunner and Wile E. Coyote
- Robin Hood
- Robin Hood: Legend Quest
- RoboCop
- RoboCop 2
- RoboCop 3
- Robot Rascals
- Robots of Dawn
- Rock & Wrestle
- Rock n' Bolt
- Rock 'n' Roll
- Rocket Ranger
- Rocket Roger
- Rockstar Ate My Hamster
- Rocky Horror Show, The
- Rogue Trooper
- Rodland
- Roland's Rat Race
- Roll-a-round
- Rolling Ronnie
- Rolling Thunder
- Ronald Rubberduck
- Roomlord
- Ruff and Reddy in the Space Adventure
- Rugby Boss
- Rugby: The World Cup
- Run the Gauntlet
- Rush'n Attack (també conegut com a Green Beret)
- Rygar

## S
- Sabotage
- Saboteur
- Sabre Wulf
- The Sacred Armour of Antiriad
- Salamander
- Samantha Fox Strip Poker
- Sammy Lightfoot
- Samurai Warrior: The Battles of Usagi Yojimbo
- Sanxion
- Saracen
- Satan's Hollow
- Saucer Attack
- SAS Combat Simulator
- Saucer Attack
- Save New York
- Scarabaeus
- Scooby Doo
- Scramble 64
- Scramble Spirits
- Scumball
- Seaside Special
- The Secret Diary of Adrian Mole aged 13 3/4
- Secret of Bastow Manor, The
- Secret of the Silver Blades
- The Sentinel
- Sentinel Worlds I: Future Magic
- Seven Cities of Gold
- Shackled
- Shadow Dancer
- Shadow Fighter
- Shadow of the Beast
- Shadowfire
- Shadows of Mordor
- Shamus
- Shard of Inovar
- Sherlock
- Shinobi
- Ship of the Line
- Shockway Rider
- Shoot-'Em-Up Construction Kit, The (S.E.U.C.K.)
- Short Circuit
- The Simpsons
- Simpsons: Bart vs the Space Mutants
- Silicon Warrior
- Silkworm
- Sinbad and the Throne of the Falcon
- Skate Crazy
- Skate or Die
- Skate Rock
- Skool Daze
- Skramble
- Sky High Stuntman
- Skyfox
- Skyfox II
- Skyjet
- Skyline Attack
- Slamball
- Sláine
- Slymoids
- Slug
- Slurpy
- Snare
- Snokie
- Snooker
- Snoopy
- Soccer Boss
- Software Star
- Soldier of Fortune
- Soldier One
- Solo Flight
- Son of Blagger
- Sooty and Sweep
- Sorcerer
- Space Doubt
- Space Harrier
- Space Hunter
- Space Pilot
- Space Pilot II
- Space Soldier
- Space Taxi
- Space Walk
- Special Agent
- Spectipede
- Speed King
- Spellbound
- Spellbreaker
- Spelunker
- Sphinx Jinx
- Spider-Man and Captain America in Doctor Doom's Revenge
- Spike's Peak
- Spindizzy
- Spitfire Ace
- Spittis Search[1]
- Splat!
- Split Personalities
- Spooks
- Spore
- Sprite Man
- Spy Hunter
- Spy vs. Spy
- Spy vs. Spy II: The Island Caper
- Spy vs. Spy III: Artic Antics
- Squish'em
- Stack up
- The Staff of Karnath
- Star Base Defence
- Star Commando
- Star Paws
- Star Race
- Star Soldier
- Star Trooper
- Star Wars (Parker Bros)
- Star Wars (Domark)
- Star Wars: Return of the Jedi
- Star Wars: The Empire Strikes Back
- Star Wreck
- Starcross
- StarFlight
- Starion
- Starquake
- Starship Andromeda
- Stationfall
- Stealth
- Steg the Slug
- Stellar 7
- Steve Davis Snooker
- Stifflip & Co.
- Sting 64
- Stix
- Stock Car
- Storm
- Stormlord
- Storm Warrior
- Stormbringer
- Street Beat
- Street Fighter
- Street Fighter II
- Street Surfer
- Streets Of London
- Strider
- Strike
- Strike Fleet
- Strike Foce Harrier
- Strip Poker
- Strip Poker II
- Stunt Bike
- Stunt Bike Simulator
- Stunt Car Racer
- Stunt Experts
- Sub Hunt
- Subterranea
- Summer Camp
- Summer Games
- Summer Games II
- Sun Star
- Sunburst
- Super Blitz
- Super Bowl
- Super Cup Football
- Super Cycle
- Super G-Man
- Super Hang-On
- Super Huey
- Super Huey II
- Super Pipeline
- Super Robin Hood
- Super Scramble Simulator
- Super Spring
- Super Stunt Man
- Superstar Ice Hockey
- Superstar Ping Pong
- Superstar Soccer
- Supremacy
- Suprt Trolley
- Suspect
- Suspended
- SWAT
- Sword of Fargoal

## T
- Target Renegade
- Tass Times in Tone Town
- Tau Ceti
- Telengard
- Teenage Mutant Ninja Turtles
- Teenage Mutant Ninja Turtles II: The Arcade Game
- Temple of Apshai
- Test Drive
- Test Drive II
- Terra Quest
- Terry's Big Adventure
- Theatre Europe
- They Stole A Million
- Thing On A Spring
- Thomas the Tank Engine and Friends
- Thunderchopper
- ThunderBlade
- Tilt
- Time Machine, The
- Time Pilot
- Times of Lore
- Tir Na Nog (videojoc)
- Total Eclipse
- Total Recall
- Toy Bizarre
- Track & Field
- Tracksuit Manager
- Trailblazer
- Transformers
- Trans World
- Trap
- Trashman
- Trinity
- Trolls & Trribulations
- Trollie Wallie
- Trap Door
- Tom & Jerry
- Toobin
- Tooth Invaders
- Turbo Charger
- Turbo Outrun
- Turrican 2: The Final Fight
- Twinworld

## U
- Ultima
- Ultima II
- Ultima III
- Ultima IV
- Ultima V
- Ultima VI
- Ultimate Wizard
- Underwurlde
- Up and Add 'Em
- Up'n Down
- Uridium
- Uridium Plus
- Usagi Yojimbo (vegeu Samurai Warrior: The Battles of Usagi Yojimbo)
- USL: Universe, Space and Life

## V
- Valhalla
- Valkyrie 17
- Vendetta
- View to a Kill, A
- Vikings
- Vixen
- Vultures

## W
- Wasteland
- Waterline
- Warhawk
- Way Of The Exploding Fist, The
- Waxworks (1983)
- Way of the Exploding Fist
- WEC Le Mans
- Wheeling Wallie
- Where in the USA is Carmen Sandiego?
- Where in the World is Carmen Sandiego?
- Where in Time is Carmen Sandiego?
- Who Dares Wins
- Who Dares Wins II
- William Wobbler
- Windwalker, (Moebius II)
- Wings Of Fury
- Winter Camp
- Winter Games
- Wishbringer
- Witch Switch
- Witness
- Wizard
- Wizard Of Wor
- Wizard Warz
- Wizball
- Wonder Boy
- Word Wizard
- World Class Leaderboard
- World Cup 90: Arcade Soccer
- World Cup Carnival: Mexico '86
- World Cup Cricket
- World Cup Football
- World Cup Soccer
- World Cup Soccer: Italia '90
- World Games
- Wrath of the demon

## X
- X-Out

## Y
- Yie Ar Kung-Fu
- Yie Ar Kung-Fu 2
- Yogi's Great Escape

## Z
- Z
- Zak McKracken and the Alien Mindbenders
- Zamzara
- Zaxxon
- Zenji
- Zeppelin
- Zoids
- Zoids - The Battle Begins
- Zone Ranger
- Zork I
- Zork II - The Wizard of Frobozz
- Zork III - The Dungeon Master
- Zorro
- Zybex
- Zynaps
- Zyto
- Zzzzz